# 梅拉尼娅·科拉迪尼
梅拉尼娅·科拉迪尼（義大利語：Melania Corradini，1987年4月13日—），意大利女子高山滑雪运动员。她曾代表意大利参加2006年、2010年和2014年冬季残疾人奥林匹克运动会高山滑雪比赛，获得一枚银牌。